# Newman Grove (Nebraska)
Newman Grove es una ciudad ubicada en el condado de Madison en el estado estadounidense de Nebraska. En el Censo de 2010 tenía una población de 721 habitantes y una densidad poblacional de 510,79 personas por km².

## Geografía
Newman Grove se encuentra ubicada en las coordenadas 41°44′49″N 97°46′36″O / 41.74694, -97.77667. Según la Oficina del Censo de los Estados Unidos, Newman Grove tiene una superficie total de 1.41 km², de la cual 1.41 km² corresponden a tierra firme y (0%) 0 km² es agua.

## Demografía
Según el censo de 2010, había 721 personas residiendo en Newman Grove. La densidad de población era de 510,79 hab./km². De los 721 habitantes, Newman Grove estaba compuesto por el 91.12% blancos, el 0% eran afroamericanos, el 0.28% eran amerindios, el 0.69% eran asiáticos, el 0% eran isleños del Pacífico, el 7.07% eran de otras razas y el 0.83% pertenecían a dos o más razas. Del total de la población el 10.12% eran hispanos o latinos de cualquier raza.